# باز خاکستری
باز خاکستری یا سارگپه خاکستری (نام علمی: Buteo plagiatus) نام یک گونه از سرده سارگپه است.